# Circondario di Heiligenbeil
Il circondario di Heiligenbeil era un circondario tedesco, nella regione della Prussia Orientale. Esistette dal 1818 al 1945.

## Suddivisione
Al 1º gennaio 1945 il circondario comprendeva le città di Heiligenbeil e Zinten, 111 comuni e 1 Gutsbezirk.